# Крупка Віктор Петрович
Ві́ктор Петро́вич Кру́пка (20 березня 1976, с. Педоси Вінницької області) — український письменник, педагог, літературознавець, член Національної спілки письменників України (2018), член Національної спілки журналістів України (2016), кандидат філологічних наук, доцент кафедри української літератури Вінницького державного педагогічного університету імені Михайла Коцюбинського.

## Біографія
Народився 20 березня 1976 року в с. Педоси Погребищенського району на Вінниччині у селянській родині. Після закінчення Педосівської загальноосвітньої школи І–ІІ ступенів навчався у Вінницькому педагогічному училищі (1991—1995) та Вінницькому державному педагогічному університеті імені Михайла Коцюбинського (1996—2001). З 1995 до 2002 року працював учителем української мови та літератури в рідному селі. З 2004 року — викладач кафедри української літератури Вінницького державного педагогічного університету імені Михайла Коцюбинського. У 2011 році успішно захистив кандидатську дисертацію на тему: «Поезія Володимира Забаштанського (проблеми творчої еволюції)».

## Літературна діяльність
Письменник, літературознавець. Автор поетичних книг:
- Тиха надлюбов : поезія.  Вінниця: ТОВ «Нілан-ЛТД», 2016. 84 с.[3];
- Прозорі: поезія / Передмова М. Каменюка.  Вінниця: ТОВ «Нілан-ЛТД», 2017. 104 с.[4]
- Химерник: поезія. Вінниця : Дім Химер, 2019.  144 с.[5];
- Хліб для янгола : поезії / худ. І. З. Токарська. Луцьк: ПВД Твердиня, 2020. 112 с.
- СОН ЦЕ : поезії / худ. Теодор Северин. Луцьк: ПВД Твердиня, 2021. 216 с.
- Вісь : поезії. Київ : Видавництво Ліра-К, 2024. 140 с.

Віктор Крупка — автор більше 100 наукових та 30 публіцистичних статей, серед яких монографія «Художній світ Володимира Забаштанського» (2015) та 6 навчально-методичних посібники.
Член журі обласного літературно-краєзнавчого конкурсу «Золота спадщина Поділля» (2016—2019, 2021), літературно-мистецького фестивалю «Відродження поезії» (2018—2019), регіонального літературного конкурсу «Житомир TEN» (2018), фестивалю-конкурсу поезії та авторської пісні імені Віктора Ізотова (2019, 2022), Всеукраїнської літературної премії імені Михайла Коцюбинського (2020), поетичного конкурсу творів на сільську тематику «І тихим островом калиновим згадалось батьківське село» (2021), ХХ Фестивалю національно-патріотичної творчості «Сурми звитяги» (обласний рівень, 2022), VI обласного конкурсу солістів-вокалістів і читців «Зіркова мрія» (2023), Міжнародної літературної премії імені Всеволода Нестайка (2024).
Із 2012 року керує літературно-мистецькою студією «Вітрила», що базується на кафедрі української літератури Вінницького державного педагогічного університету імені Михайла Коцюбинського.

В. Крупка є активним учасником багатьох мистецьких та просвітницьких проєктів на міському, обласному й всеукраїнському рівнях. 
|                    | Заглиблений – ось найпереконливіша, найповніша ознака поетичного таланту Віктора Крупки. Заглиблений у живу природу, у небо і планету. А водночас – до кожної жилочки, стеблиночки, травиночки – наш, подільський, український. |
| — Петро Перебийніс | |

|                    | Друга збірка «Прозорі» (2017) – пограниччя модерністських і постмодерністських вишуків автора. Він і далі дуже плідно продовжує версифікувати, вперто шукаючи власне неповторне й потрібне сучасній Україні письмо. Поліфонія мотивів свідчить про неоднозначність ліричного «я», постійні шукання в межах необароко й сентиментальності, платонізму й експресіонізму, імпресії та карнавальності, екзистенційності й химерності. |
| — Ірина Зелененька | |

|                     | Автор, дистанцюючись від постмодернізму, являє читачу просвітлену поезію, в якій неодмінно й чітко, як константи, постають феномени СУПОКОЮ, САМОТНОСТІ, СТРЕМЛІННЯ, СПОВІДАЛЬНОСТІ, СОВІСТІ, які апелятивно звернені до батьків, до малої батьківщини та її людей. Щось тонке й дитинне, те, чого не вистачає затлумленим обивателям наших міст, в поезії Віктора Петровича оживає й озивається чимось доступним і проникливим, як голка сакральної ін’єкції. |
| — Віталій Борецький | |

## Відзнаки
Лавреат літературно-мистецьких премій:
- Літературно-мистецька премія «Кришталева вишня» (2018) за збірку «Прозорі»[10]
- Літературно-мистецька премія імені Володимира Забаштанського (2019)[11]
- Літературна премія імені Василя Юхимовича (2020) за книгу віршів «Химерник»
- Всеукраїнська літературна премія імені Анатолія Криловця за книгу віршів «СОН ЦЕ» (2022);
- Всеукраїнська літературна премія імені Михайла Коцюбинського (2023) у номінації «Поезія» за збірку лірики «Сон це»;[12]

а також фестивалів та конкурсів:
- «Відродження поезії» (Одеса, 2017),
- літературно-мистецького конкурсу імені Всеволода Нестайка (Бердичів, 2019),
- Гран-прі всеукраїнського конкурсу одного вірша «Малахітовий носоріг» (Вінниця, 2019),[13]
- Фестивалю-конкурсу поезії та авторської пісні імені Віктора Ізотова «Бердичів скликає дузів» (Бердичів, 2021),
- Всеукраїнського дистанційного конкурсу авторської прози та поезії «ЯwriteR» (2023).